# Fallencourt
Fallencourt település Franciaországban, Seine-Maritime megyében. Lakosainak száma 180 fő (2022. január 1.). Fallencourt Callengeville, Foucarmont, Preuseville, Réalcamp és Saint-Riquier-en-Rivière községekkel határos.

## Népesség
A település népességének változása:
| Lakosok száma | 192  | 199  | 196  | 188  | 183  | 183  | 183  | 183  | 180  |
|               | 2013 | 2015 | 2016 | 2017 | 2018 | 2019 | 2020 | 2021 | 2022 |